# Kittrell
Kittrell és una població dels Estats Units a l'estat de Carolina del Nord. Segons el cens del 2000 tenia 148 habitants.

## Demografia
Segons el cens del 2000, Kittrell tenia 148 habitants, 59 habitatges i 47 famílies. La densitat de població era de 272,1 habitants per km².
Dels 59 habitatges en un 27,1% hi vivien nens de menys de 18 anys, en un 47,5% hi vivien parelles casades, en un 25,4% dones solteres, i en un 20,3% no eren unitats familiars. En el 18,6% dels habitatges hi vivien persones soles el 5,1% de les quals corresponia a persones de 65 anys o més que vivien soles. El nombre mitjà de persones vivint en cada habitatge era de 2,51 i el nombre mitjà de persones que vivien en cada família era de 2,79.
Per edats la població es repartia de la següent manera: un 23% tenia menys de 18 anys, un 5,4% entre 18 i 24, un 29,1% entre 25 i 44, un 22,3% de 45 a 60 i un 20,3% 65 anys o més.
L'edat mediana era de 42 anys. Per cada 100 dones de 18 o més anys hi havia 81 homes.
La renda mediana per habitatge era de 41.250 $ i la renda mediana per família de 48.125 $. Els homes tenien una renda mediana de 35.000 $ mentre que les dones 23.750 $. La renda per capita de la població era de 17.799 $. Entorn del 7,3% de les famílies i el 8,3% de la població estaven per davall del llindar de pobresa.

## Poblacions més properes
El següent diagrama mostra les poblacions més properes.